# Zac Taylor
Zac Taylor (Norman, 10 maggio 1983) è un ex giocatore di football americano e allenatore di football americano statunitense che svolge il ruolo di capo-allenatore dei Cincinnati Bengals della National Football League (NFL).

## Carriera da allenatore
Dopo essere stato assistente allenatore dei Texas A&M Aggies dal 2008 al 2011, nel 2012 Taylor fu assunto come assistente allenatore dei quarterback dei Miami Dolphins. Nel 2015 fu promosso a coordinatore offensivo. Dopo una parentesi nella NCAA come coordinatore offensivo dell'Università di Cincinnati nel 2016, l'anno seguente fu assistente allenatore dei wide receiver dei Los Angeles Rams. Nel 2018 passò al ruolo di allenatore dei quarterback, lavorando con Jared Goff che disputò l'annata migliore in carriera.
Il 4 febbraio 2019, Taylor fu assunto come capo-allenatore dei Cincinnati Bengals.

## Record come capo-allenatore
| Squadra | Anno   | Stagione regolare | Stagione regolare | Stagione regolare | Stagione regolare | Stagione regolare  | Playoff | Playoff | Playoff                                                      |
| Squadra | Anno   | Vinte             | Perse             | Pari              | %                 | Posizione          | Vinte   | Perse   | Risultato                                                    |
| ------- | ------ | ----------------- | ----------------- | ----------------- | ----------------- | ------------------ | ------- | ------- | ------------------------------------------------------------ |
| CIN     | 2019   | 2                 | 14                | 0                 | .125              | 4° nella AFC North | -       | -       | -                                                            |
| CIN     | 2020   | 4                 | 11                | 1                 | .281              | 4° nella AFC North | -       | -       | -                                                            |
| CIN     | 2021   | 10                | 7                 | 0                 | .588              | 1° nella AFC North | 3       | 1       | Perse nel Super Bowl LVI contro i Los Angeles Rams           |
| CIN     | 2022   | 12                | 4                 | 0                 | .750              | 1° nella AFC North | 2       | 1       | Perse nell'AFC Championship Game contro i Kansas City Chiefs |
| CIN     | 2023   | 9                 | 8                 | 0                 | .529              | 4° nella AFC North | -       | -       | -                                                            |
| Totale  | Totale | 37                | 44                | 1                 | .438              |                    | 5       | 2       |                                                              |